# Roberto Cipriani (regatista)
Roberto Cipriani es un deportista italiano que compitió en vela en la clase Flying Dutchman. Ganó tres medallas en el Campeonato Mundial de Flying Dutchman entre los años 1997 y 2006.

## Palmarés internacional
| Campeonato Mundial | Campeonato Mundial               | Campeonato Mundial | Campeonato Mundial |
| Año                | Lugar                            | Medalla            | Clase              |
| ------------------ | -------------------------------- | ------------------ | ------------------ |
| 1997               | San Petersburgo (Estados Unidos) | Medalla de plata   | Flying Dutchman    |
| 2002               | Tavira (Portugal)                | Medalla de bronce  | Flying Dutchman    |
| 2006               | San Petersburgo (Estados Unidos) | Medalla de bronce  | Flying Dutchman    |